# حوادث عنف مرتبطة بالحرب الفلسطينية الإسرائيلية 2023
منذ بداية الحرب الفلسطينية الإسرائيلية في 7 أكتوبر 2023، وقعت العديد من الهجمات داخليًا ودوليًا كجزء من الصراع وكردة فعل عليه. كانت هذه الهجمات في معظمها لأهداف معادية للسامية، أو معادية لإسرائيل، أو معادية للمسلمين، أو معادية للفلسطينيين.

## الهجمات

### ضد اليهود والإسرائيليين
في 8 أكتوبر/تشرين الأول، أطلق ضابط شرطة النار من بندقيته على مجموعة من ركاب الحافلة في الإسكندرية، مصر. وقع الهجوم أثناء رحلة عبر عمود بومبي. وقُتل سائحان إسرائيليان ومرشد سياحي مصري، بينما أصيب إسرائيلي آخر بجروح متوسطة. وتم بعد ذلك اعتقال المشتبه به.
في 13 أكتوبر، تعرض دبلوماسي إسرائيلي للطعن في بكين، الصين، وتم اعتقال مشتبه به أجنبي بسبب ذلك.
في 17 أكتوبر، تعرض كنيس الحامة اليهودي في الحامة بتونس، وهو معبد يهودي تاريخي ومقبرة للحاخام القابالي يوسف معرافي من القرن السادس عشر، لأضرار جسيمة أثناء أعمال الشغب المناهضة لإسرائيل، حيث تم تصوير مئات الأشخاص وهم يشعلون النار في المبنى. وفي نفس اليوم، تعرض كنيس أور زاروعة في مليلية، وهي جيب إسباني في شمال أفريقيا، لهجوم من قبل حشد من الناس كانوا يهتفون "إسرائيل القتلة" بينما كانوا يلوحون بالأعلام الفلسطينية.
وفي 18 أكتوبر/تشرين الأول، ألقيت زجاجتان مولوتوف على كنيس يهودي في حي ميتي بوسط برلين. وتم القبض على شخص واحد.
في 21 أكتوبر، انفجرت عبوة ناسفة بالقرب من السفارة الإسرائيلية في قبرص، وتم اعتقال أربعة رجال من أصل سوري.
منذ 28 أكتوبر، وقعت موجة من الهجمات المعادية للسامية في منطقة شمال القوقاز في روسيا.
أصيب بول كيسلر، وهو رجل يهودي مسن، وتوفي لاحقًا متأثراً بجراحه، بعد أن كان في نزاع بين متظاهرين مؤيدين لإسرائيل ومؤيدين لفلسطين في 5 تشرين الثاني/نوفمبر في قرية ويستليك، مقاطعة لوس أنجلوس، كاليفورنيا. وأشارت التقارير الأولية إلى أنه سقط وارتطم رأسه بالأرض وربما أصيب بمكبر صوت يستخدمه متظاهر مؤيد لفلسطين، رغم أن الشرطة لم تؤكد ذلك في البداية. حتى 7 نوفمبر/تشرين الثاني، تم اعتقال أحد المشتبه بهم ثم أطلق سراحه فيما بعد.

### ضد العرب والمسلمين والفلسطينيين
خارج شيكاغو، إلينوي ، طعن رجل امرأة فلسطينية أمريكية تبلغ من العمر 32 عامًا، بينما كان يصرخ "أنتم أيها المسلمون، يجب أن تموتوا"، مما أدى إلى إصابتها بجروح خطيرة، وطعن ابنها البالغ من العمر ستة أعوام 26 طعنة حتى الموت. وقال المحققون إن الرجل استهدف الأسرة لأنهم مسلمون، وكان منزعجًا من الصراع.
في 19 أكتوبر/تشرين الأول، ألقت الشرطة المحلية القبض على رجل في ديربورن بولاية ميشيغان بعد أن نشر على فيسبوك تهديدًا موثوقًا يقترح أعمال عنف ضد الأمريكيين الفلسطينيين في ديربورن، وهي أكبر تجمع للأمريكيين العرب في الولايات المتحدة. وكان الرجل قد نشر دعوة مفتوحة "لمطاردة الفلسطينيين" وادعى أنه جزء من جماعة يهودية تحمي إسرائيل.
في أوروبا، يخشى العديد من المسلمين من الأعمال الانتقامية ضدهم بسبب الحرب بين إسرائيل وحماس والهجمات الإرهابية (مثل حادثة الطعن في مدرسة أراس وإطلاق النار في بروكسل التي وقعت في أكتوبر 2023)، مما شجع بعض الأصوات اليمينية المتطرفة في الغرب على النظر إلى المسلمين. باعتبارهم طابوراً خامساً وعدواً داخلياً لأمن الدولة.
أدت الحرب بين إسرائيل وحماس أيضًا إلى زيادة جرائم الكراهية والعنف ضد السيخ في الولايات المتحدة. عادة ما تتم هذه الهجمات من قبل أولئك الذين يخطئون بين الأفراد السيخ وبين المسلمين، بسبب لحاهم الطويلة وارتداء العمائم (التي يعتبرها المهاجمون تشير إلى أفراد مسلمين) كجزء من دينهم . وكانت بعض هذه الهجمات قاتلة.